# بلاد التياها
بلاد التياها أو بلاد التيه أو منطقة التيه تقع وسط سيناء, اغلب سكان هذه المنطقة هم من قبيلة التياها,  تبلغ مساحة هذا المنطقة ثلث مساحة محافظة شمال سيناء ويظهر في هذا المنطقة هضبة التيه الجيرية وسميت بهذا الاسم نسبة لخروج بني إسرائيل من مصر وتاهوا بعد ذلك في هذه المنطقة 40 سنة وفي جنوبها هضبة العجمة وهي اصغر من هضبة التيه, يصل ارتفاع مرتفعات التيه إلى 600 م، وتسود منطقة التيه النباتات الصحراوية العربية (السندية النوبية) التي تندر على الصخور العارية وفي الحماد. ويزداد النبيت في قيعان الأودية حيث ينتشر الصر والثمام والصلة إضافة إلى الأنواع النباتية الآتية: الرتامة ـ الأشنان والحرمل ـ الشيح ـ اليتنة.